# WIZARDS NATION
『WIZARDS NATION』（ウィザーズ・ネイション）は相川有による日本の漫画作品。『コミックバーズ』（幻冬舎コミックス）で連載されていた。
特定の主人公を設定しない、群像劇となっている。

## あらすじ
夏休み最後の日の夜、晃と計は芦原市郷土資料館へ離れ離れになった友達を待っているという「ゆきどけ」の像を見に来ていた。同資料館警備員の桧作が「ゆきどけ」の力を解き放ち、大爆発を起こす。計が気が付いた時には晃と桧作はいなくなっていた。解き放たれた「ゆきどけ」の力は開放とともに起動した結界により、その中にいた18歳までの子供たちに宿り、子供たちを残し芦原市は封鎖される事になる。やがて力を使った争いが起こるようになる。
結界内の「ゆきどけ」の力を集めんと七色衆は苑花と透子を送り込む。その頃、計は晃を助けようと病院を抜け出していた。結界内の子供たちを救わんとしていた永海と出会い、ともに結界に入る事になる。桧作は「ヌイの魂」の力で医者になりすまし「ゆきどけ」の力を集めていたが、「ヌイの魂」の半分は晃に宿っていた。桧作から逃れた望は計と永海と出会う。

## 用語
「ゆきどけ」の力
大地に宿っていた力を呪術師ヌイによってまとめられたもの。「青」「黒」「赤」「白」「黄」の五色あり、それぞれ兄（え）と弟（と）があり合計10種類。漢数字は力の大きさを表している。
兄は攻撃的な力、弟は守備的な力となっている。
色によって大まかに力の種類があり、「青」は知覚系、「黒」は何かを操る力、「赤」は炎や熱、「白」は冷やす力、「黄」は地面から伝わる力となっている。
両手と両足を同時に地に付ける、土下座をする格好になると力を失う。ゆきどけは身体と同化するので、離れる時に漢数字の箇所に漢数字の大きさだけ傷を負う事になる。首など場所が悪ければ死に至るケースもある。
「運命の左手」
兄と弟には、ゆきどけの力を増幅しあうパートナーがいる。お互いの左手同士を合わせると静電気が走ったような感覚があるためこう呼ばれる。兄と弟なら誰でもいい訳ではなく、増幅される力もお互いの気持ちが一つになっているほど強い。

## 登場人物
八尾晃（やお ひかる）
芦豊南中学3年。15歳。「ヌイの魂」を桧作とともに宿し、昼は晃の姿となる。
達川計（たつかわ けい）
芦豊南中学3年。15歳。黄の陸色。佐倉望のパートナー。
桧作大成（ひなし たいせい）
陽帝総合警備 警備員。25歳。「ヌイの魂」を晃とともに宿し、夜は桧作の姿となる。
二条実秋（にじょう さねあき）
芦原東高校1年。16歳。黒の参色。「天狗」の力の持ち主。
堀出等（ほりで ひとし）
芦原東高校1年。15歳。白の壱色。日向此弥のパートナー。
佐倉望（さくら のぞむ）
駆け出しタレント。18歳。青の肆色。達川計のパートナー。
小谷旬矢（こたに しゅんや）
久芦川工業高校2年。16歳。黄の兄、柒色。青崎綜吾のパートナー。
青崎綜吾（あおさき そうご）
久芦川工業高校2年。16歳。赤の弟。小谷旬矢のパートナー。
日向此弥（ひむかい このみ）
芦原東高校2年。17歳。堀出等のパートナー。
新井一姫（あらい かずき）
小主山高校1年。16歳。白の弐色。桜井エミリオのパートナー。
桜井エミリオ（さくらい -）
硯坂小学校5年。11歳。赤の壱色。新井一姫のパートナー。
西川紗弓（にしかわ さゆ）
17歳。弐色。「運命の左手」を見つけられる能力を持つ。
永海（えいかい）
延暦寺の僧侶。
ツナミ
咲鵺という鍵の所有者。

### 七色衆
火兄公一郎（ひのえ こういちろう）
内閣情報調査室 国内部。49歳。七色衆の長。青の弟、柒色。
四目哲也（しめ てつや）
内閣情報調査室 国際部。24歳。青の弟、柒色。
國見正子（くにみ まさこ）
フリーター。22歳。黄の弟、柒色。
兼元苑花（かねもと そのか）
晶華女子2年。16歳。黒の兄、柒色。待島透子のパートナー。
待島透子（まつしま とうこ）
晶華女子2年。16歳。赤の弟、拾色。兼元苑花のパートナー。
兼元忍（かねもと しのぶ）
元七色衆。参議院議員。44歳。苑花の父。
待島治郎（まつしま じろう）
元七色衆。財務省勤務。44歳。透子の父。

## 単行本
1. ISBN 978-4-344-81084-6
2. ISBN 978-4-344-81249-9
3. ISBN 978-4-344-81393-9
4. ISBN 978-4-344-81556-8